# 산본스기촌
산본스기촌(三本杉村)은 일본 돗토리현 도하쿠군에 설치되었던 촌이다. 현재의 도하쿠군 고토우라정의 일부에 해당한다.

## 역사
- 1889년 10월 1일 - 정촌제 시행에 의해 야바세군 산본스기촌이 성립하였다.
- 1896년 4월 1일 - 군 통합에 의해 도하쿠군에 소속되었다.
- 1900년 5월 1일 - 고노쇼촌과 합병해 고노쇼촌이 신설하여 폐지되었다.